# Сили Ван дер Ваальса

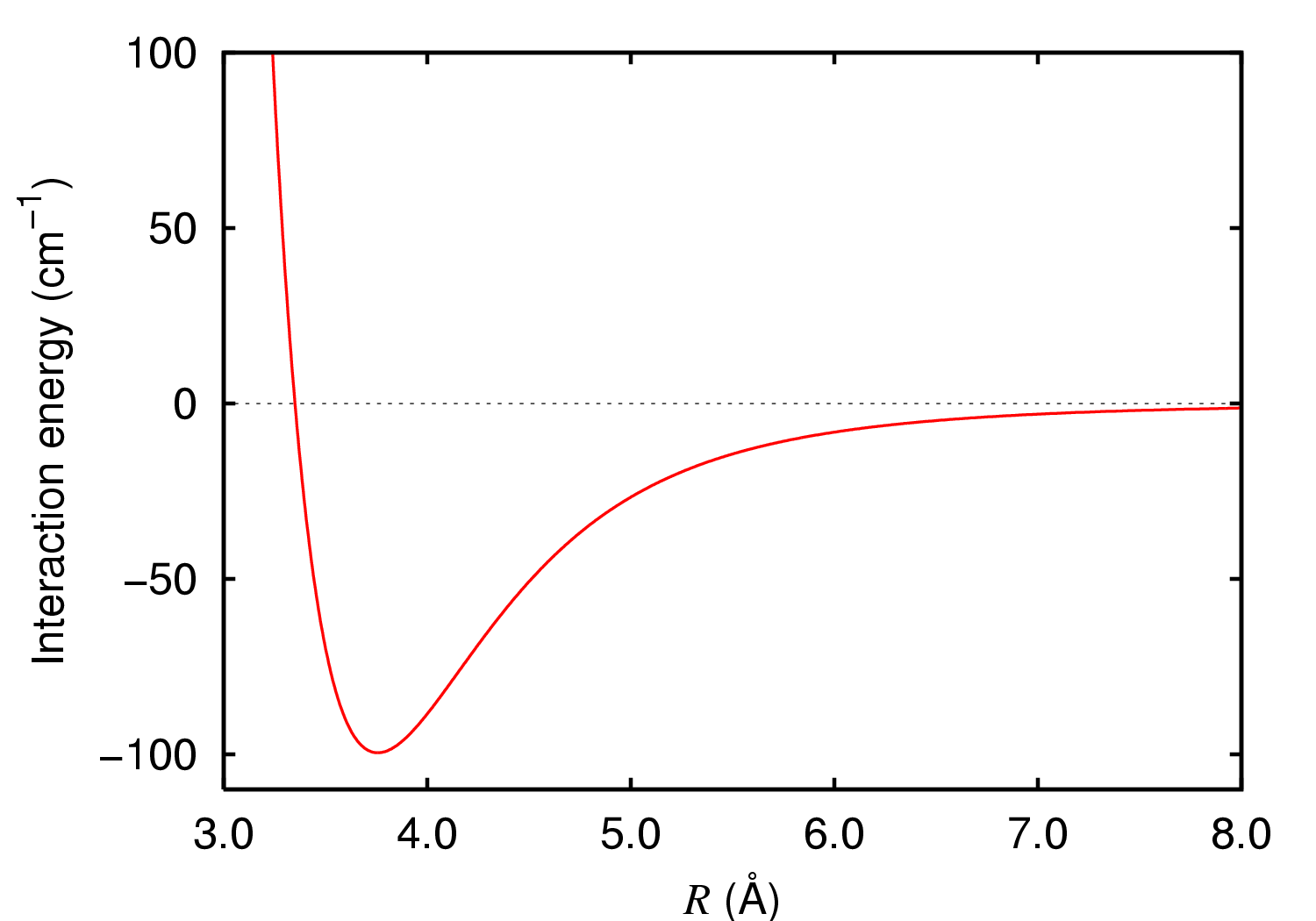
Потенціал між двома атомами аргону. Ван дер Ваальсовим силам відповідає ділянка на віддалі понад

Си́ли Ван дер Ваа́льса — сили міжмолекулярної взаємодії з енергією 0,8—8,16 кДж/моль, загальний термін для позначення сил взаємодії між молекулами.

## Загальний опис
Сили ван дер Ваальса — це сили, що діють між незв'язаними між собою атомами або молекулами. Включають взаємодії диполь-диполь, диполь-індукований диполь і сили Лондона. Це сили притягання та відштовхування між молекулярними частинками (чи між групами тієї ж молекулярної частинки), а також між атомами інертних газів. Знаходяться в обернено пропорційних степеневих залежностях від відстаней, причому на більших
відстанях (до кількох молекулярних діаметрів) проявляються
як притягальні, а при надто малих — як сили відштовхування.
Набагато слабкіші за сили валентних зв'язків, але, діючи як
притягальні, забезпечують агрегацію речовин та утворення
асоціатів у конденсованих системах, а як відштовхувальні — забезпечують молекулам власний ефективний об'єм.
Розрізняють: дисперсійні сили Лондона (діють між молекулами з нульовим дипольним моментом, пов'язані з взаємодіями індукованих миттєвих дипольних моментів), орієнтаційні сили (проявляються при електростатичній взаємодії між нейтральними полярними молекулами) та індукційні сили Дебая (між полярними молекулами, з високою поляризовністю).
Сили Ван дер Ваальса задаються сферично симетричним потенціалом, обернено пропорційним відстані у шостому степені:
{\displaystyle U=-{\frac {a}{r^{6}}}},
де a — характерна для конкретних атомів стала, r — відстань між атомами. Знак мінус свідчить про те, що сили Ван дер Ваальса зумовлюють притягання між атомами.
Всі три типи Ван дер Ваальсових сил мають електромагнітну природу:
- орієнтаційні сили[2],
- дисперсійні (лондоновські) сили[3],
- індукційні сили[4].

У випадку нейтральних атомів без власного дипольного моменту, сили Ван дер Ваальса зумовлені взаємодією наведених дипольних моментів атомів. Заряджене ядро й електрони одного атома поляризують інший атом. Як наслідок, обидва атоми отримують наведений дипольний момент. Взаємодія цих моментів (її часто називають наведеною диполь-дипольною взаємодією, Лондонівською взаємодією або дисперсійною взаємодією) зумовлює притягання між атомами, тобто Ван дер Ваальсові сили.
Вона залежить від поляризовності атомів.
У випадку атомів, які мають власний дипольний момент, у Ван дер Ваальсові сили вносять вклад два додаткові ефекти: орієнтаційна взаємодія й поляризаційна взаємодія.
Сили Ван дер Ваальса слабкі в порівнянні з іншими видами електромагнітної взаємодії (енергія ван-дер-ваальсових зв'язків становить 0,1—2,4 ккал/моль, водневих зв'язків — 5—6 ккал/моль, хімічних зв'язків — 50—100 ккал/моль). Проте вони зумовлюють утворення молекулярних кристалів.

## Вандерваальсівський зв'язок
Зв'язок, значно слабкіший від звичайних хімічних зв'язків, викликаний силами Ван дер Ваальса: це, зокрема, сили притягання, зумовлені рухом електронів у атомах, напр., утримання графітних шарів, але особливо чітко цей зв'язок може бути описаний у випадку комплексів, утворених атомами інертних газів (енергія зв'язку He–He становить лише 83 Дж моль−1, довжина 289 пм).

## Вандерваальсівський комплекс
Молекулярна система, в якій окремі індивідуальні частини утримуються разом за рахунок притягальних сил, основний вклад в які вносять дисперсійні сили. Раніше так називали комплекс, що утворений за рахунок будь-яких сил, інших, ніж у ковалентних зв'язках.

## Вандерваальсівський радіус
Половина відстані, на якій між однаковими валентно незв'язаними атомами зрівноважуються сили притягання та відштовхування.